# 1953年オーストラリア選手権 (テニス)
1953年 オーストラリア選手権（1953ねんオーストラリアせんしゅけん、1953 Australian Championships）に関する記事。オーストラリア・メルボルン市内にある「クーヨン・テニスクラブ」にて開催。

## 大会の流れ
- 男子シングルスは「32名」の選手による5回戦制で行われ、シード選手は12名であった。
- 女子シングルスは「25名」の選手による5回戦制で行われ、シード選手は10名であった。この年は出場選手が少なく、7名の選手（うちシード選手4名）に「1回戦不戦勝」（抽選表では“Bye”と表示）があった。2回戦から登場したシード選手が初戦敗退の場合は「2回戦＝初戦」と表記する。

## シード選手

### 男子シングルス
1. メルビン・ローズ　（準優勝）
2. ビック・セイシャス　（ベスト4）
3. ケン・ローズウォール　（初優勝）　［全豪オープン男子シングルス最年少優勝記録、18歳2ヶ月］
4. ファウスト・ガルディーニ　（2回戦）
5. ルー・ホード　（2回戦）
6. ハミルトン・リチャードソン　（ベスト8）
7. ジェフ・ブラウン　（ベスト8）
8. ストレート・クラーク　（ベスト8）
9. ドン・キャンディ　（2回戦）
10. レックス・ハートウィグ　（2回戦）
11. イアン・エアー　（ベスト4）
12. ニール・フレーザー　（2回戦）

### 女子シングルス
1. モーリーン・コノリー　（初優勝）
2. ジュリア・サンプソン　（準優勝）
3. ヘレン・アングウィン　（ベスト8）
4. メアリー・ベヴィス・ホートン　（ベスト4）
5. ベリル・ペンローズ　（ベスト8）
6. パム・サウスコム　（ベスト8）
7. アリソン・ベーカー　（2回戦）
8. ドーン・フォガティ　（ベスト8）
9. ネル・ホール・ホップマン　（2回戦＝初戦）
10. グウェン・シール　（2回戦）

## 大会経過

### 男子シングルス
準々決勝
- メルビン・ローズ vs.  ハミルトン・リチャードソン　8-10, 6-4, 1-6, 8-6, 7-5
- イアン・エアー vs.  クライブ・ウィルダースピン　6-4, 11-9, 1-6, 8-6
- ビック・セイシャス vs.  ジェフ・ブラウン　6-4, 6-4, 7-5
- ケン・ローズウォール vs.  ストレート・クラーク　6-4, 6-4, 6-2

準決勝
- メルビン・ローズ vs.  イアン・エアー　4-6, 4-6, 6-1, 6-4, 6-4
- ケン・ローズウォール vs.  ビック・セイシャス　6-3, 2-6, 7-5, 6-4

### 女子シングルス
準々決勝
- メアリー・ベヴィス・ホートン vs.  フェイ・ミュラー　6-1, 6-2
- モーリーン・コノリー vs.  パム・サウスコム　6-0, 6-1
- ジュリア・サンプソン vs.  ベリル・ペンローズ　6-2, 6-2
- ドーン・フォガティ vs.  ヘレン・アングウィン　6-4, 5-7, 6-2

準決勝
- モーリーン・コノリー vs.  メアリー・ベヴィス・ホートン　6-2, 6-1
- ジュリア・サンプソン vs.  ドーン・フォガティ　3-6, 6-3, 6-4

## 決勝戦の結果
- 男子シングルス： ケン・ローズウォール vs.  メルビン・ローズ　6-0, 6-3, 6-4
- 女子シングルス： モーリーン・コノリー vs.  ジュリア・サンプソン　6-3, 6-2
- 男子ダブルス： ケン・ローズウォール＆ ルー・ホード vs.  ドン・キャンディ＆ メルビン・ローズ　9-11, 6-4, 10-8, 6-4
- 女子ダブルス： モーリーン・コノリー＆ ジュリア・サンプソン vs.  メアリー・ベヴィス・ホートン＆ ベリル・ペンローズ　6-4, 6-2
- 混合ダブルス： レックス・ハートウィグ＆ ジュリア・サンプソン vs.  ハミルトン・リチャードソン＆ モーリーン・コノリー　6-4, 6-3